# Bagillt
Bagillt è una cittadina e community della costa nord-orientale del Galles, facente parte della contea del Flintshire e situata lungo l'estuario del fiume Dee. Conta una popolazione di circa 4.100 abitanti.
Si tratta di un ex-centro minerario.

## Geografia fisica
Bagillt si trova lungo la sponda occidentale dell'estuario del fiume Dee, a sud/sud-est di Prestatyn e a nord delle località di Flint, Connah's Quay e Shotton.

## Storia
Bagillt crebbe nel corso del XVIII secolo come centro minerario per la lavorazione di ferro e zinco. Erano inoltre presenti vari mulini.
Negli anni trenta del XX secolo, con la crisi che colpì anche il Regno Unito, molte fabbriche di Bagillt chiusero i battenti e molte persone lasciarono così la città, emigrando a Liverpool e a Cardiff oppure oltreoceano.

## Monumenti e luoghi d'interesse

### Architetture religiose

#### Chiesa di Santa Maria
Principale edificio religioso di Bagillt è la chiesa di Santa Maria, realizzata tra il 1837 e il 1839.

### Architetture civili

#### Mostyn Hall
Altro edificio di interesse di Bargillt è Mostyn Hall, che a partire dal 1660 fu la sede dei baronetti di Mostyn e poi dei baroni di Mostyn.

## Società

### Evoluzione demografica
Nel 2017, la popolazione della community di Bagillt era stimata in 4.111 abitanti, di cui 2.096 erano donne e 2.017 erano uomini.
La popolazione al di sotto dei 18 anni era pari a 838 unità. Di questi, 480 erano i bambini al di sotto dei 10 anni.
La località ha conosciuto un decremento demografico rispetto al 2011, quando la popolazione censita era pari a 4.165 abitanti (dato che era tendente al rialzo rispetto al 2001, quando la popolazione censita era pari a 3.918 abitanti).